# وای دونت وی
وای دونت وی (به انگلیسی: Why don’t we) (معمولاً به صورت WDW) یک گروه موسیقی پاپ آمریکایی است که در تاریخ ۲۷ سپتامبر ۲۰۱۶ بنیان‌گذاری شده‌است
گروه وای دونت وی (WDW) دارای پنج عضو به نام‌های جونا مُرِی ، کُربین بِسِن، دنیل سیوی، جک اِیوْری و زک هِرِن است. هر یک از اعضای گروه قبل از تشکیل این گروه به تنهایی مشغول به کار بودند.
آنها در Teen Choice Awards 2019 جایزه Choice Music Group را از آن خود کردند و دو بار نیز نامزد دریافت جایزه موسیقی MTV Video شده اند.

#### حرفه
2017-2016: ای پی های منتشر شده
گروه بعد از اینکه تمامی اعضا در لس انجلس کالیفرنیا همدیگر را ملاقات کردند  در 27 سپتامبر 2016 تشکیل شد ،  در 7 اکتبر 2016 ، این گروه اولین تک آهنگ خود "Taking You" را منتشر کرد این آهنگ از اولین Ep ،  only the Beginning  بود  که در 25 نوامبر همان سال منتشر شد.  آنها سال بعد اولین تور تیتر یک خود را با عنوان "Taking You Tour" آغاز کردند. دومین EP آنها ، Something Different ، در 21 آوریل 2017 منتشر شد. آنها پس از انتشار دومین EP خود ، تور Something Different Tour را آغاز کردند ، که دومین تور اصلی آنها بود.  سومین EP این گروه ، why don’t we just، در 2 ژوئن 2017 منتشر شد. [9] در سپتامبر 2017 ، گروه با Atlantic Records قرارداد بستند. [10] در همان ماه ، Invitation، چهارمین EP آنها منتشر شد. در 23 نوامبر 2017 ، آنها پنجمین EP خود را با عنوان A Why Don't We Christmas منتشر کردند.  در سال 2018 ، آنها در حمایت از EP Invitation ، تور"Invitation Tour" را عنوان کردند.  علاوه بر این ؛ گروه در چندین وبلاگ یوتیوبر Logan Paul ظاهر شده است.  پل سه موزیک ویدیو برای گروه کارگردانی کرده است ، و همچنین در اهنگ help me help you همکاری داشته اند.
به طرفداران این گروه lime light میگویند که در اهنگ taking you نیز  تکرار شده بود.
2018 – هشت نامه و اوقات خوب و بد
در 31 آگوست 2018 ، آنها اولین آلبوم خود 8 letters را منتشر کردند.  در مارس 2019 ، آنها "8 letters tour" را آغاز کردند. 
گروه هر ماه آهنگ جدیدی را در سال 2019 منتشر می کرد. [18] در 16 ژانویه ، آنها Big Plans" را منتشر کردند وموزیک ویدیو ان هم  سه روز بعد منتشر شد. این آهنگ در آوریل 2020 از RIAA گواهی gold دریافت کرد.  در روز ولنتاین ، گروه اهنگ "Cold In LA" ،  را همراه با یک موزیک ویدیو منتشر کرد. در تاریخ 20 مارس ، آنها آهنگ طنز  "I Don't Belong in This Club" را با حضور رپر آمریکایی مکلمور منتشر کردند.  در ماه آگوست سال 2020 توسط RIAA گواهی  goldدریافت کرد.  در تاریخ 20 آوریل ، گروه "don’t change" را منتشر کرد که در آلبوم موسیقی فیلم انیمیشن UglyDolls وجود داشت.  در ماه مه ، این گروه از پنجمین آهنگ سال خود ، "Unbelievable" رونمایی کرد.  در ماه ژوئن ، آنها "come to brazil" را با الهام از طرفداران خود که مکرر از آنها می خواستند  که به این کشور سفر کنند منتشر کردند. در 26 ژوئیه ، گروه آهنگ "I still do" را منتشر کرد.  در 23 آگوست ، آنها "what am I" را منتشر كردند ، که توسط اد شیرن نوشته شده بود. همچنین او "Trust Fund Baby" را هم برای این گروه نوشته است. این آهنگ در ژوئن سال بعد توسط RIAA به عنوان گواهی  goldشناخته شد.  در 25 اکتبر ، آنها "Mad At You" را منتشر کردند.  ماه بعد ، گروه آهنگ کریسمس "With You This Christmas" را منتشر کرد. در تاریخ 30 دسامبر ، گروه دوازدهمین و آخرین آهنگ سال 2019 خود را با نام "Chills" منتشر کرد. 
موزیک ویدیو  برای "Chills" در 5 ژانویه 2020 بارگذاری شد.  پس از مدت کوتاهی بعد از انتشار موزیک ویدیو ، این گروه 9 ماه فعالیتی نداشت و به استراحت رفته بود.  بعد از 9 ماه در 29 سپتامبر سال 2020 ، گروه "Fallin '، تک آهنگ آلبوم دوم خود ، The Good Times and the Bad Ones را منتشر کرد.  این در شماره 37 در نمودار Billboard Hot 100 آمریکا قرار گرفت و اولین ورود آنها به بازار بود. دومین تک آهنگ آنها از آلبوم ، "Lotus Inn" ، در 4 دسامبر سال 2020 منتشر شد. آنها در یک مستند یوتیوب با عنوان   30 Days With Why Don’t We بازی کردند که آخرین مراحل پیشرفت و محتوای پشت صحنه آلبوم آینده آنها را به مدت 30 روز نشان می داد.  سومین تک آهنگ آنها از آلبوم "Slow Down" در 17 دسامبر سال 2020 منتشر شد.  در 15 ژانویه 2021 ، البوم The Good Times و The Bad Ones منتشر شد. این آلبوم تا حد زیادی ساخته خود گروه است، اگرچه در تولیدات ان تراویس بارکر ، اسکریلکس و تیمبالند نیز حضور دارند.  آنها آلبوم خود را با مصاحبه ها و اجراهای زیادی تبلیغ کردند. این آلبوم در جدول آلبوم های بیلبورد 200 به رتبه 3 رسید. 

مستند آنها در چهار قسمت از اولین برنامه Youtube انها در 9 دسامبر منتشر شد. این امر به طرفداران و بینندگان نگاهی درونی به زندگی شخصی و شغلی آنها ، جزئیات داخل و خارج دوربین ، نحوه ساخت آلبوم و اعترافات خود درباره آنچه در مورد صنعت موسیقی می اندازند ، داد. 

## اعضا
جونا ماریس Jonah Marais Roth Frantzich در ۱۹ ژوئن ۱۹۹۸ در استیل واتر، مینه سوتا آمریکا بدنیا آمد. جونا ماریس، بزرگترین عضو گروه و خواننده و ترانه سرا آمریکایی است. او از طریق YouNow ، یک سایت ویدئویی با پخش زنده ، محبوبیت زیادی پیدا کرد. 
کوربین بسن Corbyn Mathew Besson در ۲۵ نوامبر ۱۹۹۸ در دالاس، تگزاس بدنیا آمد. از سال ۲۰۱۶ شروع به فعالیت کرد.  یک خواهر به نام اشلی بسن و یک برادر به نام جرمی بسن دارد.
دنیل سیوی Daniel James Seavey در ۲ آوریل ۱۹۹۹ بدنیا آمد.
او هنگامی که ۱۵ سال سن داشت توانست در فصل ۱۴ مسابقه امریکن آیدل به فینال برسد و تبدیل به جوانترین فینالیست این مسابقه تلویزیونی شد. (جزو ۹ نفر برتر بود)
او یک خواهر کوچکتر به نام انا سیوی و دو برادر بزرگتر به نام کریستین سیوی و تایلر سیوی دارد. همچنین میتواند 20 تا ساز را بنوازد و بخش عمده کار های گروه به عهده اوست.
جک اوری Jack Robert Avery جک رابرت اوری در 1 ژوئیه 1999 در بوربانک ، کالیفرنیا متولد شد ، اما در سوسکهانا ، پنسیلوانیا بزرگ شد. اوری در سال 2016 یک تک آهنگ به نام "دروغگو" منتشر کرد و بخشی از تور ملاقات و استقبال بود  ، که زک هرون و کوربین بسن نیز بخشی از آن بودند. [ او همچنین در یک فیلم کوتاه به نام پنج ترسناک بازی کرد.  در 22 آوریل 2019 ، دوست دختر سابق اوری ، گبریل  گونزالس ، دخترشان Lavender May Avery را به دنیا آورد.
زگ هرون Zachary Dean Herron متولد 27 مه 2001 ، جوانترین عضو این گروه ، در رولت ، تگزاس بزرگ شد. [50] وقتی بزرگ شد ، در گروه کر آواز خواند. قبل از اینکه وارد وای دونت وی شود،  آهنگ هایی را در YouTube منتشر کرد. کاور او با عنوان "بخیه ها" از شاون مندز به صورت وایرال درآمد. هرون همچنین در سال 2016 دو تک آهنگ "Timelapse" و "Why" تولید کرد